# Захаркино (Оренбургская область)
Захаркино — село в сельском поселении «Артемьевский сельсовет» Абдулинского района Оренбургской области России.
Село расположено на реке Сурмет в 19 км от районного центра.

## История
Село основано в 20-30-е годы XIX века чувашами Захаром Наумовым и Артёмом (позднее основавшим в «четырёх верстах» деревню Артёмкино, ныне Артемьевка), прибывшими из нынешнего Шенталинского района Самарской области. После отмены крепостного права заселена бывшими крепостными помещика Карамзина из села Полибино Бугурусланского уезда Оренбургской губернии. Ещё в 1989 году три четверти населения села составляли чуваши.
В селе имеется средняя школа № 27, сельскохозяйственное предприятие «Захаркинское».
Село Захаркино основано в 30-годы XIX века казенными крестьянами. Поселенцами были чуваши из Бугульминского уезда. Село названо именем первого поселенца Захара Наумова. Позднее сюда переехали русские, бывшие крепостные помещика Карамзина из села Полибино Бугурусланского уезда. По статистическим данным, в 1859 году в деревне числился 71 двор, 467 жителей.
До 1898 года в селе было 119 дворов, дети обучались в церковно-приходской школе в соседнем селе Большой Сурмет. Позже была построена своя школа.
В 1929 году в селе был организован колхоз «Ленинский путь», впоследствии он получил название «Экономист», затем – «Красная Армия». Председателями колхоза были Торшин, Морозов П.П. Гришаев В.
В 1931 году появились два колесных трактора.
В начале 30-х годов произошло объединение колхозов «Красная Армия» и им. Фрунзе.
В 1931 году было построено новое здание школы – ШКМ (школа колхозной молодежи), затем эта школа была преобразована в семилетнюю и восьмилетнюю, в 2006 году ликвидировна.
В настоящее время в селе Захаркино функционирует ООО «Захаркинское», КФХ «Гаврилов М.Р.»
В 2009 году произведена газификация села.